# Leonidas Kavakos

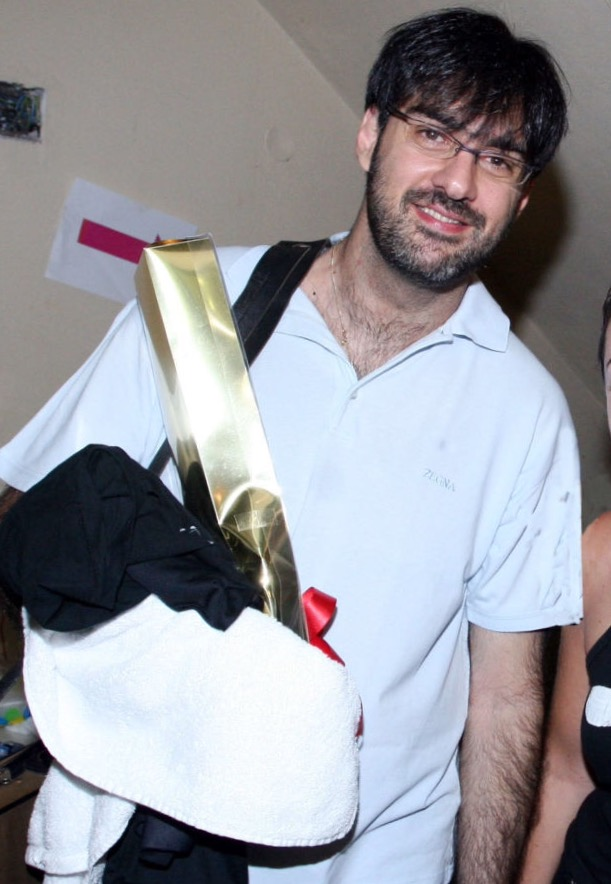
Leonidas Kavakos (2008)

Leonidas Kavakos (griechisch Λεωνίδας Καβάκος, * 30. Oktober 1967 in Athen in Griechenland) ist ein griechischer Violinist und Dirigent.

## Leben
Leonidas Kavakos begann seine musikalische Ausbildung mit fünf Jahren und setzte sie am Griechischen Musikkonservatorium Athen bei Stelios Kafantaris fort.
Ein Stipendium der Alexander-Onassis-Stiftung ermöglichte ihm das weitere Studium an der Indiana University bei Josef Gingold.
2001 wurde Kavakos Principal Guest Artist der Camerata Salzburg und von 2007 bis 2009 war er deren musikalischer Leiter.
Kavakos ist neben seiner regen internationalen Konzerttätigkeit als Solist kammermusikalisch tätig und Leiter seines eigenen Musikfestivals im Athener Megaro Mousikis.
Kavakos spielte zunächst die Stradivari „Falmouth“ von 1692 und eine Guadagnini (Turin 1782). Von Februar 2010 bis 2017 spielte er die Stradivari „Abergavenny“ von 1724 sowie Violinen der modernen Geigenbauer David Bagué, Stefan-Peter Greiner und Florian Leonhart. Seit 2017 ist er im Besitz der Stradivari „Willemotte“ von 1734, die Stradivari im Alter von 90 Jahren baute.

## Gewonnene Wettbewerbe
- 1985: International Jean Sibelius Violin Competition, Helsinki
- 1988: Naumburg-Wettbewerb, New York
- 1988: Geigenwettbewerb Premio Paganini, Genua

## Aufnahmen
- 1991 Jean Sibelius, Violinkonzert; veröffentlichte und originale Fassung. Lahti Symphony, Osmo Vänskä. BIS Gramophone „Record of the Year“ und „Best Concerto Recording“ Classic CDs „Pick of the Year“
- 1994 Jean Sibelius, Humoresken 1–6. City of Espoo Chamber Orchestra, Lamminmäki. Finnland
- 1999 Eugene Ysaÿe, 6 Sonaten op. 27. BIS
- 1996 Niccolò Paganini, 24 Capricen. Dynamic
- 2001 Paul Hindemith, Violinkonzert. BBC Philharmonic, Yan-Pascal Tortelier. Chandos
- 2005 Ravel/Enescu, Violin Sonata. Peter Nagy (Klavier). Japan (Megaphon Importservice)
- 2006 Wolfgang Amadeus Mozart, Violinkonzerte. Camerata Salzburg. Sony Classical
- 2008 Felix Mendelssohn Bartholdy, Violinkonzerte. Camerata Salzburg. Sony Classical
- 2013 Johannes Brahms, Violinkonzert. Gewandhausorchester Leipzig, Riccardo Chailly. Decca
- 2014 Johannes Brahms, Violinsonaten. Yuja Wang (Klavier). Decca
- 2015 Dmitri Schostakowitsch, Violinkonzert Nr. 1. Mariinski-Orchester Sankt Petersburg, Waleri Gergijew. Mariinsky